# Henry Imus
Henry O. Imus (* 29. Juni 1908 in Los Angeles, Kalifornien; † 20. März 1981 ebenda) war ein US-amerikanischer Filmtechniker, Kameramann, Erfinder und Filmschaffender, der 1960 mit einem Oscar für Wissenschaft und Entwicklung ausgezeichnet wurde. Bei dem Preis handelt es sich um eine sogenannte Class-II-Auszeichnung, da die Preisträger statt einer Oscar-Statuette (Class I) eine Oscar-Plakette erhalten.

## Berufliches
Imus machte 1937 erstmals auf sich aufmerksam, als er als Kameramann an dem musikalischen Drama Zigeunerprinzessin (Originaltitel Wings of the Morning) mit Annabella und Henry Fonda mitwirkte. Es handelt sich um den ersten Technicolorfilm, der auf den Britischen Inseln gedreht wurde. Zwei Jahre später war er im Kamerateam des Dreistreifen-Technicolor-Farbfilms Der Zauberer von Oz, der Teil des Weltdokumentenerbes der UNESCO ist. Victor Fleming war der Regisseur dieses großen amerikanischen Farbfilms mit Judy Garland in der Hauptrolle. Von 1941 bis 1952 wirkte Imus an vier weiteren Filmen als Filmtechniker, im Kamerateam oder als Berater für Technicolor mit.
Im Jahr 1960 wurde Henry Imus sodann gemeinsam mit Wadsworth E. Pohl, Jack Alford, Joseph Schmit, Paul W. Fassnacht und Al Lofquist, die zu dieser Zeit alle bei der Technicolor Corp. beschäftigt waren, mit einem Oscar für Wissenschaft und Entwicklung ausgezeichnet. Ihnen wurde diese Auszeichnung „For the development and practical application of equipment for wet printing“ (für die Entwicklung und praktische Anwendung von Geräten für den Nassdruck) zuerkannt.
Über Henry Imus' Ausbildung, seinen genaueren Werdegang und darüber, was er nach der ihm 1960 zuerkannten Auszeichnung getan hat, ist nichts bekannt.

## Filmografie (Auswahl)
- 1937: Zigeunerprinzessin (Wings of the Morning; Kameramann)
- 1939: Der Zauberer von Oz (The Wizard of Oz; Kameratechniker Technicolor)
- 1941: Week-End in Havanna (Filmtechniker)
- 1944: An American Romance (Filmtechniker)
- 1950: Duell in der Manege (Annie Get Your Gun; Kamerateam)
- 1952: Scaramouche, der galante Marquis (Scaramouche; Berater Technicolor)

## Auszeichnung
Oscar/Wissenschaft und Entwicklung 1960 an Henry Imus, Pohl, Alford, Schmit, Fassnacht und Lofquist